# Mis días con Verónica
Mis días con Verónica es una película de Argentina filmada en Eastmancolor dirigida por Néstor Lescovich sobre el guion de Jorge Martínez que se estrenó el 13 de marzo de 1980 y que tuvo como actores principales a Dora Baret, Lito Cruz,  Susú Pecoraro y Chela Ruiz.
Por su actuación en este filme Dora Baret fue galardonada en 1981 con el Premio Cóndor de Plata a la mejor actriz.

## Sinopsis
Una mujer madura y un hombre menor que ella se relacionan sentimentalmente.

## Reparto
- Dora Baret
- Lito Cruz
- Susú Pecoraro
- Chela Ruiz
- Héctor Bidonde
- Cristina Banegas
- Flora Steinberg
- Arturo Adyatian
- Silvia Folgar
- Beatriz Conceiro
- Alicia Palmes
- Max Berliner
- Ana Alaria
- Andrés Barragán
- Marcelo Rodríguez
- Javier Iriberri
- Paulino Andrada
- Susana Latou

## Comentarios
La Nación opinó:

«Interesante propuesta sobre la madurez de los afectos.»

Clarín dijo:

«Excelentes trabajos de Dora Baret y Lito Cruz son algunos de los elementos que contribuyen a realzar una producción tan sencilla en el planteo como interesante en los resultados definitivos.»

Manrupe y Portela escriben:

«Aburrido film de amores frustrados y brecha generacional.»